# Stemonopa
Stemonopa is een geslacht van kreeftachtigen uit de klasse van de Malacostraca (hogere kreeftachtigen).

## Soorten
- Stemonopa insignis Efford & Haig, 1968
- Stemonopa prisca De Angeli, Beschin & Checchi, 2005 †